# Kleinalsleben
Kleinalsleben is een plaats en voormalige gemeente in de Duitse deelstaat Saksen-Anhalt en maakt deel uit van de Landkreis Börde.
Kleinalsleben telt 234 inwoners.